# Д’Анженн, Жюли
Жюли Люсиана д’Анженн (фр. Julie-Lucine d’Angennes; 1607, Париж — 15 ноября 1671, Париж) — дочь Шарля д’Анженна, маркиза Рамбуйе, и Катрин де Вивонн, хозяйки знаменитого парижского салона первой половины XVII века.

## Биография
Старшая из шестерых детей маркиза де Рамбуйе, Жюли выросла в салоне своей матери, который посещали самые знаменитые люди того времени, и сама активно участвовала в жизни салона Рамбуйе. «Несравненная Жюли» (l’incomparable Julie), славившаяся своим умом и красотой, любительница театра и покровительница литераторов, она была одним из центров, вокруг которых вращалась жизнь самого прославленного салона XVII века.
Многолетний поклонник Жюли, Шарль де Сен-Мор, будущий маркиз де Монтозье, преподнёс ей рукописный сборник «Гирлянда Жюли» (фр. Guirlande de Julie) из шестидесяти двух мадригалов, созданных в популярнейшем жанре метаморфоз. Авторами стихов были Корнель, Демаре, Мельвиль и другие известные поэты. Темой для каждого мадригала был избран цветок, иллюстрирующий одно из качеств Жюли. Тексты выполнены каллиграфом Никола Жарри, миниатюры — Никола Робером.
Жюли д’Анженн вышла замуж за Шарля де Сен-Мора 13 июля 1645 года. Благодаря ей дом Монтозье стал местом, где собирались известные учёные, поэты и художники. В 1661 году она стала придворной дамой королевы и воспитательницей её детей..
Её дочь, Мари-Жюли де Сен-Мор, вышла замуж за Эммануэля II де Крюссоль, герцога Юзеса.